# جوزيف كيرنز
جوزيف كيرنز (بالإنجليزية: Joseph Kearns)‏ هو ممثل أمريكي، ولد في 12 فبراير 1907 في مدينة سولت ليك في الولايات المتحدة، وتوفي في 17 فبراير 1962 في لوس أنجلوس في الولايات المتحدة بسبب سكتة.

## أعمال

### أفلام
- (1946) إنها حياة رائعة[5]
- (1951) أليس في بلاد العجائب[6][7][8]

## وصلات خارجية
- جوزيف كيرنز على موقع IMDb (الإنجليزية)
- جوزيف كيرنز على موقع أول موفي (الإنجليزية)
- جوزيف كيرنز على موقع قاعدة بيانات الأفلام السويدية (السويدية)
- جوزيف كيرنز على موقع إن إن دي بي (الإنجليزية)
- جوزيف كيرنز على موقع ديسكوغز (الإنجليزية)
- جوزيف كيرنز على موقع قاعدة بيانات الفيلم (الإنجليزية)
- جوزيف كيرنز على موقع كينوبويسك (الروسية)